# 服部幸雄
服部 幸雄（はっとり ゆきお、1932年7月28日 - 2007年12月28日）は、歌舞伎研究家、芸能研究家、日本文化史家。千葉大学名誉教授。

## 来歴・人物
愛知県海部郡弥富町（現・弥富市）に生まれる。1955年に名古屋大学大学文学部卒業。
高校教師を経て、1967年より国立劇場芸能調査室主任専門員。1969年芸術選奨新人賞受賞。1984年より千葉大学教授、1999年退職して千葉大学名誉教授となるとともに、日本女子大学教授となり、2001年まで務めた。視野の広い歌舞伎研究と日本文化史の研究で知られる。
国立劇場における復活狂言を監修し、『歌舞伎俳優名跡便覧』を編纂して歌舞伎の史料的保存に努めた。研究者としても、『歌舞伎成立の研究』において、阿国かぶきを歌舞伎の始まりとする俗説を排した。また芸能と信仰の関係に関する「宿神論」「後戸の神」は研究者必読の文献で、没後ようやく単行本『宿神論』に収められた。
楽劇学会会長。近世文学会、歌舞伎学会、国際浮世絵学会、芸能史研究会、各会員。

## 受賞
- 1969年、芸術選奨文部大臣新人賞「歌舞伎成立の研究」[2]
- 1992年、第46回毎日出版文化賞特別賞を受賞。（ビデオブック『大系日本歴史と芸能 全14巻』網野善彦＋小沢昭一＋服部幸雄+宮田登＋大隅和雄＋山路興造＝編集委員、平凡社＋日本ビクター）による。
- 2000年、内山晋米寿記念浮世絵奨励賞(第14回)「『江戸の芝居絵を読む』『さかさまの幽霊』他、江戸文化及び浮世絵の研究成果」[2]

## 著書

### 単著
- 『歌舞伎成立の研究』風間書房 1968
- 『歌舞伎の構造 伝統演劇の創造精神』中公新書 1970
- 『歌舞伎の原像』飛鳥書房 1974
- 『変化論 歌舞伎の精神史』平凡社選書 1975
- 『市川団十郎 江戸歌舞伎十一代の系譜』（日本を創った人びと 20）平凡社 1978
- 『江戸歌舞伎論』法政大学出版局 1980　
  - 『江戸歌舞伎』岩波書店・同時代ライブラリー、1993
- 『大いなる小屋　近世都市の祝祭空間』平凡社 1986
  - 『大いなる小屋　江戸歌舞伎の祝祭空間』 平凡社ライブラリー 1994、講談社学術文庫 2012
- 『さかさまの幽霊　<視>の江戸文化論』平凡社 1989、ちくま学芸文庫 1995
- 『歌舞伎のキーワード』岩波新書 1989
- 『江戸の芝居絵を読む』講談社 1993
- 『歌舞伎歳時記』新潮選書 1995
- 『江戸歌舞伎の美意識』平凡社 1996
- 『花道のある風景 歌舞伎と文化』白水社 1996
- 『歌舞伎ことば帖』岩波新書 1999
- 『絵本夢の江戸歌舞伎』岩波書店 2001
- 『市川團十郎代々』講談社 2002、講談社学術文庫 2020
- 『江戸歌舞伎文化論』平凡社 2003
- 『歌舞伎の原郷 地芝居と都市の芝居小屋』吉川弘文館 2007　オンデマンド版　2023　ISBN　9784642734219
- 『絵で読む歌舞伎の歴史』平凡社 2008
- 『宿神論　日本芸能民信仰の研究』岩波書店 2009

### 共編著
- 『残酷の美 日本の伝統演劇における』 芳賀書店 1970。構成・解説、写真池田陽子・梅村豊・森田拾史郎
- 『歌舞伎事典』富田鉄之助・廣末保共編 平凡社 1983、増訂版2000
- 『仮名手本忠臣蔵』竹田出雲ほか作 編著  白水社 1994
- 『歌舞伎俳優名跡便覧』監修 国立劇場調査養成部芸能調査室編 日本芸術文化振興会 1998
- 『歌舞伎をつくる』編 青土社 1999
- 赤坂治績『歌舞伎ことばの辞典』監修 講談社 2000
- 『絵本夢の江戸歌舞伎』一ノ関圭絵 岩波書店 2001
- 市川團十郎『歌舞伎十八番』 河出書房新社 2002 解説、小川知子写真